# Hennigsdorf
Hennigsdorf – miasto we wschodnich Niemczech w kraju związkowym Brandenburgia, w powiecie Oberhavel. Miasto leży nad Hawelą, przy granicy z Berlinem. 31 grudnia 2008 miasto zamieszkiwało 25 729 osób.
W mieście rozwinął się przemysł metalowy oraz taboru kolejowego.

## Współpraca międzynarodowa
- Alsdorf, Nadrenia Północna-Westfalia
- Choisy-le-Roi, Francja
- Kralupy nad Wełtawą (Kralupy nad Vltavou), Czechy
- Środa Wielkopolska

## Osoby urodzone w Hennigsdorf
- Erich Priebke – hitlerowski zbrodniarz wojenny
- Otto Nuschke – niemiecki polityk

## Komunikacja
W mieście znajduje się stacja kolejowa Hennigsdorf Nord.
Tutaj zaczyna swój bieg linia S-25 berlińskiej kolejki miejskiej (S-Bahn).

## Strony internetowe
- Strona internetowa dotycząca pracy przymusowej w Hennigsdorf w latach 1940–1945 (w języku polskim)